# 皮什
皮什（Pisz，德语：Johannisburg）是位於波蘭瓦爾米亞-馬祖里省的一個城市，2004年，有人口19,328人。在歷史上曾屬東普魯士。